# Архипов, Ефим Архипович
Ефи́м Архи́пович Архи́пов (3 февраля 1911, Лапкасола, Помарская волость, Чебоксарский уезд, Казанская губерния, Российская империя ― 17 мая 1999, Йошкар-Ола, Марий Эл, Россия) — марийский советский партийный и комсомольский деятель. Первый секретарь райкомов ВКП(б) / КПСС Марийской АССР: Еласовского (1946―1949), Параньгинского (1951―1953), Сотнурского (1953―1956), Хлебниковского (1956―1959). Член ВКП(б) с 1939 года. Участник Великой Отечественной войны, майор.

## Биография
Родился 3 февраля 1911 года в дер. Лапкасола ныне Волжского района Марий Эл. В 1931 году окончил Козьмодемьянский педагогический техникум.
В 1933–1937 годах служил в рядах РККА. 
С 1937 года находился на комсомольской и партийной работе в Мари-Турекском, Звениговском районах Марийской АССР и Йошкар-Оле. В 1940 году уличён в клевете, приведшей к аресту ряда комсомольцев в 1937 году, за что получил партийное взыскание и был отправлен на фронт.
В октябре 1941 года вновь призван в Красную Армию. Участник Великой Отечественной войны: заместитель командира по политчасти отдельного артиллерийского разведывательного дивизиона, командир гаубичного артиллерийского полка на 1-м Белорусском и Юго-Западном фронтах, майор. В октябре 1945 года демобилизовался из армии. Награждён орденами Отечественной войны I степени, Красного Знамени, Красной Звезды и медалями.
В 1951 году окончил Горьковскую партийную школу. В 1946―1949 годах ― первый секретарь Еласовского, в 1951―1953 годах ― Параньгинского, в  1953―1956 годах ― Сотнурского, в 1956―1959 годах ― Хлебниковского райкомов ВКП(б) / КПСС Марийской АССР. В 1958 году окончил Высшую партийную школу при ЦК КПСС. В 1959―1971 годах был заместителем начальника Марийского республиканского управления профессионально-технического образования. 
Его многолетняя общественно-политическая деятельность отмечена орденом «Знак Почёта», а также Почётной грамотой Президиума Верховного Совета Марийской АССР (трижды).

## Награды
- Орден «Знак Почёта» (1951)[2]
- Орден Красного Знамени (18.10.1944)[2][3][4]
- Орден Отечественной войны I степени (06.04.1985)[2][3][4]
- Орден Красной Звезды (05.08.1944)[2][3][4]
- Медаль «За боевые заслуги» (24.03.1943)[3][4]
- Медаль «За оборону Сталинграда» (1942)[3][4]
- Медаль «За победу над Германией в Великой Отечественной войне 1941—1945 гг.» (09.05.1945)[3][4]
- Медаль «За доблестный труд. В ознаменование 100-летия со дня рождения Владимира Ильича Ленина»
- Почётная грамота Президиума Верховного Совета Марийской АССР (1952, 1957, 1971)[2][3][4]